# Adriana Breukink

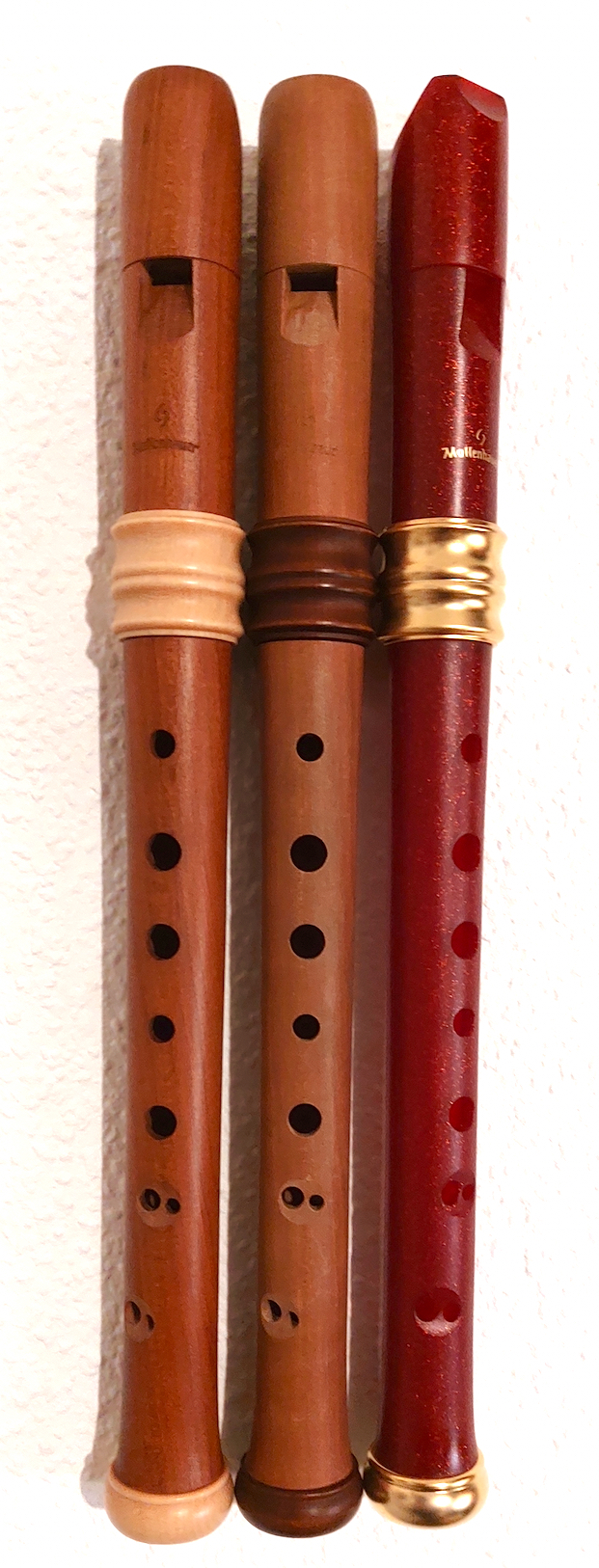
Adri’s Traumflöte, Sopraninstrumente aus Pflaume, Birne und Kunststoff

Adriana Breukink (* 27. Mai 1957 in Rotterdam; † 6. Oktober 2022) war eine niederländische Blockflötistin und Holzblasinstrumentenbauerin.

## Leben
Adriana Breukink studierte am Königlichen Konservatorium Den Haag bei Frans Brüggen und Ricardo Kanji. Sie lernte den Bau der Blockflöten bei Fred Morgan. Nach ihrem Solistenexamen 1980 begann sie, von Morgan entwickelte Blockflöten zu bauen. In den 1990er Jahren baute sie sechs Subkontrabassblockflöten in B mit einer Höhe von 3 Metern in historischer Bauweise. Von diesen sechs Instrumenten sind zwei in Amsterdam, eine in Karlsruhe, eine in Sao Paulo, eine in Hongkong und eine in der Hochschule für Musik Freiburg; dort gehört sie zu einem Satz von 14 Blöckflöten von ihr.  1999 entwickelte sie zusammen mit der Firma Mollenhauer die weitmensurierte Blockflötenserie Adri’s Traumflöte. 2007 begann sie mit der Entwicklung der Eagle-Blockflöte. 2017 veröffentlichte sie zusammen mit Joachim Kunath die Eagle Ganassi Alto und 2020 die Eagle Ganassi Soprano.
Als aktive Blockflötistin spielte sie zusammen mit dem Bassano Quartet.

## Tondokumente
- Torres Del Alma. CD, zusammen mit dem Bassano Quartet
- Eagles & Seven Tears. CD, zusammen mit Daniel Brüggen.
- Adri’s Traumflöte. Zusammen mit Flautando Köln. CD, Verlag Conrad Mollenhauer, 2002.